# Partido judicial de Valverde
El partido judicial de Valverde es uno de los 19 partidos judiciales en los que se divide la comunidad autónoma de Canarias, siendo el partido judicial n.º 6  de la provincia de Santa Cruz de Tenerife y uno de los 12 partidos judiciales de dicha provincia.
El ámbito territorial del partido judicial abarca la totalidad de la isla de El Hierro, y viene regulado por el Real Decreto 529/1983, de 9 de marzo, comprendiendo los municipios de La Frontera, El Pinar de El Hierroy Valverde